# The Tick (Fernsehserie)
The Tick ist eine US-amerikanische Superhelden-Comedyserie, die ab 18. August 2016 auf Amazon Video veröffentlicht wurde. In den Hauptrollen sind Peter Serafinowicz und Griffin Newman zu sehen. Die Serie wurde nach zwei Staffeln eingestellt.

## Handlung
1908 erschien mit Superian über der Tunguska der erste Superheld auf der Erde. Als das Verbrechen um sich greift, taucht der nahezu unverletzbare Superheld The Tick (deutsch: die Zecke) in seinem blauen Anzug in „der Stadt“ auf. Er freundet sich mit dem Buchhalter Arthur Everest an, dessen dramaturgischer Sidekick er wird, wobei er jedoch Arthur für seinen Sidekick hält. Dieser besitzt keine eigenen Superkräfte, bezieht jedoch besondere Fähigkeiten aus einem hochtechnologischen Anzug, der ihm das Aussehen einer Motte verleiht. Gemeinsam mit dem Antihelden Overkill finden sie heraus, dass der tot geglaubte Superschurke The Terror, der auch den Tod von Arthurs Vater zu verantworten hat, noch lebt. Selbst dessen ehemalige „Rechte Hand“ Miss Lint wusste dies nicht.

## Besetzung
| Figur                          | Darsteller         | Deutscher Sprecher |
| ------------------------------ | ------------------ | ------------------ |
| Arthur Everest                 | Griffin Newman     | Michael Ernst      |
| The Tick                       | Peter Serafinowicz | Ingo Albrecht      |
| Dot Everest                    | Valorie Curry      | Nicole Hannak      |
| Overkill                       | Scott Speiser      | Tobias Kluckert    |
| Superian                       | Brendan Hines      | Tim Knauer         |
| Miss Janet Lint / Jeanne d’Arc | Yara Martinez      | Maria Koschny      |
| Terror (St. 1)                 | Jackie Earle Haley | Torsten Michaelis  |

| Goat                                        | Kahlil Ashanti    | Marius Clarén    | 1.01–2.10 | Ladenbesitzer                                         |
| Kevin, der Alu-Hut                          | Devin Ratray      | Oliver Feld      | 1.02–2.10 | Verschwörungstheoretiker                              |
| Ramses IV.                                  | Michael Cerveris  | Oliver Feld      | 1.02–1.06 | Anführer der Pyramid-Gang                             |
| Derek                                       | Bryan Greenberg   | Marcel Collé     | 1.04–2.10 | Ex-Ehemann von Miss Lint                              |
| Dangerboat (Stimme)                         | Alan Tudyk        | Christian Gaul   | 1.04–2.10 | Basis-U-Boot von Overkill mit künstlicher Intelligenz |
| Extrem Großer Mann (EGM) / Clifford Richter | Ryan Woodle       |                  | 1.04–2.10 | ca. 60 Meter großer Mann                              |
| Frank                                       | Joshua Schubart   | Kevin Kraus      | 1.04–2.10 | Mitglied der Pyramid-Gang                             |
| Walter                                      | François Chau     | Bernd Vollbrecht | 1.04–2.10 | Stiefvater von Arthur und Dot                         |
| Tyrannosauras Rathbone                      | Marc Kudisch      | Till Hagen       | 2.01–2.10 | Leiter von A.E.G.I.S.                                 |
| Dr. Hobbes                                  | John Hodgman      |                  | 2.01–2.10 | Wissenschaftler bei A.E.G.I.S.                        |
| Flexon                                      | Steven Ogg        | Peter Flechtner  | 2.03–2.10 | Ehemaliger Superheld und Anwalt                       |
| Bronze Star                                 | Adam Henry Garcia |                  | 2.04–2.10 | Superheld bei A.E.G.I.S.                              |
| Sage                                        | Clé Bennett       |                  | 2.05–2.10 | Superheld bei A.E.G.I.S.                              |

## Entstehung und Veröffentlichung
Im März 2016 bestellte Amazon eine Pilotfolge. Sie wurde am 18. August 2016 über Amazon Video veröffentlicht. Im September 2016 wurde eine 12 Folgen umfassende erste Staffel geordert. Gedreht wurde u. a. in New York City. Fünf Episoden erschienen am 25. August 2017, während die restlichen sechs Folgen der ersten Staffel ab 23. Februar 2018 gezeigt wurden. Die deutsche Fassung der ersten sechs Episoden  veröffentlichte Amazon Video am 13. Oktober 2017. Eine zweite Staffel folgte am 5. April 2019. Die Serie wurde im Anschluss eingestellt.

## Episodenliste

### Staffel 1
| Nr. (ges.) | Nr. (St.) | Deutscher Titel           | Originaltitel                                                                 | Erstveröffentlichung USA | Deutschsprachige Erstveröffentlichung (D/A/CH) | Regie              | Drehbuch                                                                                     |
| ---------- | --------- | ------------------------- | ----------------------------------------------------------------------------- | ------------------------ | ---------------------------------------------- | ------------------ | -------------------------------------------------------------------------------------------- |
| 1          | 1         | Der Ruf des Schicksals    | The Tick (Pilot)                                                              | 18. Aug. 2016            | 13. Okt. 2017                                  | Wally Pfister      | Ben Edlund                                                                                   |
| 2          | 2         | Wo ist mein Verstand hin? | Where’s My Mind                                                               | 25. Aug. 2017            | 13. Okt. 2017                                  | Wally Pfister      | Ben Edlund                                                                                   |
| 3          | 3         | Geheime Identität         | Secret Identity                                                               | 25. Aug. 2017            | 13. Okt. 2017                                  | Romeo Tirone       | David Fury                                                                                   |
| 4          | 4         | Party-Crasher             | Party Crashers                                                                | 25. Aug. 2017            | 13. Okt. 2017                                  | Sheree Folkson     | Joe Piarulli & Luan Thomas                                                                   |
| 5          | 5         | Angst vorm Fliegen        | Fear of Flying                                                                | 25. Aug. 2017            | 13. Okt. 2017                                  | Lev L. Spiro       | Susan Hurwitz Arneson                                                                        |
| 6          | 6         | Totgesagte leben länger   | Rising                                                                        | 25. Aug. 2017            | 13. Okt. 2017                                  | Romeo Tirone       | José Molina                                                                                  |
| 7          | 7         | Geschichte aus der Gruft  | Tale from the Crypt                                                           | 23. Feb. 2018            | 23. Feb. 2018                                  | Thor Freudenthal   | David Fury                                                                                   |
| 8          | 8         | Nach Mitternacht          | After Midnight                                                                | 23. Feb. 2018            | 23. Feb. 2018                                  | Kate Dennis        | Mark Ganek                                                                                   |
| 9          | 9         | Maschine oder Superheld?  | My Dinner with Android                                                        | 23. Feb. 2018            | 23. Feb. 2018                                  | Kate Dennis        | Geschichte: Christopher McCulloch & Jose Molina Drehbuch: Bed Edlund & Susan Hurwitz Arneson |
| 10         | 10        | Helden-Fieber             | Risky Bismuth                                                                 | 23. Feb. 2018            | 23. Feb. 2018                                  | Rosemary Rodriguez | Susan Hurwitz Arneson                                                                        |
| 11         | 11        | Der Anfang vom Ende       | The Beginning of the End                                                      | 23. Feb. 2018            | 23. Feb. 2018                                  | Romeo Tirone       | Jose Malina                                                                                  |
| 12         | 12        | Das Ende aller Dinge      | The End of the Beginning (Of the Start of the Dawn of the Age of Superheroes) | 23. Feb. 2018            | 23. Feb. 2018                                  | Thor Freudenthal   | Ben Edlund & David Fury                                                                      |

### Staffel 2
| Nr. (ges.)                                                                                          | Nr. (St.) | Deutscher Titel               | Originaltitel            | Regie           | Drehbuch                       |
| --------------------------------------------------------------------------------------------------- | --------- | ----------------------------- | ------------------------ | --------------- | ------------------------------ |
| 13                                                                                                  | 1         | Lektion Eins: Denk schnell!   | Lesson One: Think Quick! | Romeo Tirone    | Ben Edlund                     |
| 14                                                                                                  | 2         | A.E.G.I.S                     | A.E.G.I.S and You        | Romeo Tirone    | Dan Hernandez & Benji Samit    |
| 15                                                                                                  | 3         | Alte Helden, Neue Helden      | Hot Beige!               | Linda Mendoza   | Kit Boss                       |
| 16                                                                                                  | 4         | Ein Kuchen im Regen           | Blood and Cake           | Linda Mendoza   | Susan Hurwitz Arneson          |
| 17                                                                                                  | 5         | Magie gibt´s wirklich         | Magic is Real            | Carol Banker    | Mark Ganek                     |
| 18                                                                                                  | 6         | Unterschriften und Autogramme | Categorically Speaking   | Carol Banker    | Adam Starks & Francesca Gailes |
| 19                                                                                                  | 7         | Lei-Lo, Ho!                   | Lei-Lo, Ho!              | Wendey Stanzler | Kit Boss                       |
| 20                                                                                                  | 8         | Joan!                         | Joan!                    | Wendey Stanzler | Johanna Stokes                 |
| 21                                                                                                  | 9         | Notrufcode                    | In the Woods             | Kate Dennis     | Susan Hurwitz Arneson          |
| 22                                                                                                  | 10        | Wähle die Liebe!              | Choose Love!             | Romeo Tirone    | Ben Edlund                     |
| Die gesamte Staffel wurde am 5. Apr. 2019 auf Englisch und Deutsch bei Amazon Video veröffentlicht. |           |                               |                          |                 |                                |

## Rezeption
Rob Salkowitz attestiert der ersten Staffelhälfte in der Zeitschrift Forbes, dass sie „die Zutaten zum Erfolg“ habe und Lust auf mehr mache. Die Figuren könnten durch bessere Drehbücher tiefer beleuchtet werden.
Tim Goodman sieht es in seiner Kritik in The Hollywood Reporter auch als „Hindernis“, dass die erste Staffelhälfte ohne großen Eifer erzählt würde. Die schauspielerischen Leistungen der Hauptdarsteller honoriert er.